# Funkcja Weierstrassa

Wykres funkcji Weierstrassa w przedziale

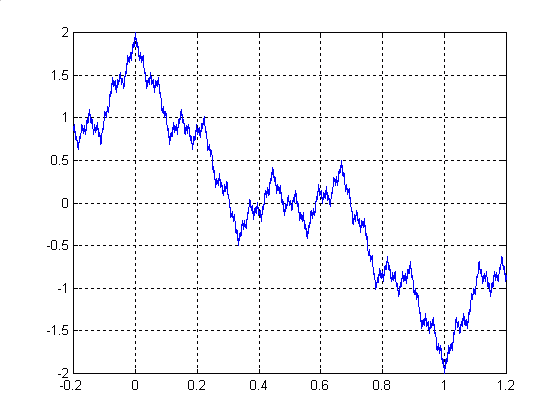
Funkcja Weierstrassa z parametrami w przedziale

Funkcja Weierstrassa – pierwszy opublikowany przykład rzeczywistej funkcji ciągłej, nieróżniczkowalnej w żadnym punkcie. Nazwa pochodzi od nazwiska odkrywcy, Karla Weierstrassa.

## Tło historyczne
Wielu matematyków przełomu XVIII i XIX wieku uważało, iż wszystkie funkcje ciągłe są różniczkowalne w znaczącym podzbiorze swojej dziedziny. Francuski fizyk, André Marie Ampère, starał się nawet uzasadnić ten pogląd. Sam Weierstraß przyznał, że słyszał od uczniów Riemanna, że ich nauczyciel sugerował istnienie kontrprzykładu na to przekonanie.
Prawdopodobnie (w roku 1830) Bernard Bolzano podał przykład rzeczywistej funkcji ciągłej, nieróżniczkowalnej w żadnym punkcie dziedziny, lecz swojego wyniku nie opublikował. W 1860 roku szwajcarski matematyk Charles Cellérier podał przykład zbliżony do pomysłu Weierstraßa.

## Konstrukcja funkcji Weierstrassa
W oryginalnej publikacji, funkcja Weierstraßa zdefiniowana jest jako
{\displaystyle f(x)=\sum _{n=0}^{\infty }a^{n}\cos(b^{n}\pi x),}
gdzie {\displaystyle a} jest pewną liczbą z przedziału (0,1) natomiast {\displaystyle b} jest liczbą nieparzystą, spełniającą warunek
{\displaystyle ab>1+{\tfrac {3}{2}}\pi .}

## Wykres funkcji Weierstrassa
Gdy {\displaystyle ab>1,} to wykres funkcji Weierstrassa jest fraktalem oraz jego wymiar Minkowskiego wynosi
{\displaystyle 2+{\frac {\log a}{\log b}}.}
Istnieje nierozwiązana hipoteza mówiąca, że (pod założeniem {\displaystyle ab>1}) wymiar Hausdorffa wykresu funkcji Weierstrassa jest równy jego wymiarowi Minkowskiego.

## Dziedzina zespolona
Znalezienie w dziedzinie zespolonej funkcji ciągłej, ale nie różniczkowalnej w żadnym punkcie jest dużo łatwiejsze. Przykładem takiej funkcji jest funkcja „sprzężenie”, tj.
{\displaystyle z\mapsto {\overline {z}}\,\;\;(z\in \mathbb {C} ).}